# زلزال أرمينيا بكولومبيا (1999)
زلزال كولومبيا، 25 يناير 1999، بقوة 6. 4. قتل على الأقل 1,185 شخص، وفقد أكثر من 700 وتم افتراضهم قتلى، أكثر من 4,750 مصاب وحوالي 250,000 مشرد. المدينة الأكثر تأثرا كانت أرمينيا حيث قتل 907 شخص وحوالي 60 بالمائة من بناياتها حطمت، شمل ذلك مكاتب الشرطة ومحطّات الإطفاء. أيضا حوالي 60 بالمائة من البنايات تحطّمت في كالاركا (Calarca) وحوالي 50 بالمائة من المنازل تحطمت في بيريرا (Pereira). أغلقت الانهيارات الأرضية عدة طرق، تضمن ذلك طريق مانيزالس (Manizales) - بوغاتا. الأضرار أصابت كالداس (Caldas)، هويلا (Huila)، كوينديو (Quindio)، ريزارالدا (Risaralda)، توليما (Tolima).